# گرینویچ پیتزا
گرینویچ پیتزا (انگلیسی: Greenwich Pizza) شرکت صنایع غذایی فیلیپینی است، که در سال ۱۹۷۱ تأسیس شد.